# Basílica de San Martín (Mondoñedo)
La Basílica de San Martín de Mondoñedo (en gallego, Basílica de San Martiño de Mondoñedo), situada en el municipio de Foz (Lugo, Galicia, España), está considerada como la catedral más antigua de España, ya que en el siglo IX fue sede de dos obispados del reino de Galicia: uno trasladado desde Dumio, en el distrito de Braga (Portugal), y otro trasladado desde Bretoña, en la provincia de Lugo. 
El edificio actual es románico de finales del siglo XI y los recios contrafuertes son obra del siglo XVIII. Desde el año 1931 está catalogada como BIC y en el 2007 obtuvo la categoría de basílica menor.

Al lado de la basílica está la fuente de A Zapata, según la leyenda en este lugar el obispo San Gonzalo tiró una zapatilla y brotó agua, agua que se considera que tiene propiedades milagrosas.
Actualmente sirve como templo parroquial y también alberga el Museo Parroquial de San Martiño de Mondoñedo.

## Historia
La historia de esta sede comenzó en el siglo VI cuando un grupo de cristianos llegaron huyendo de los anglosajones desde la provincia romana de Britania y se establecieron en Galicia, ver Bretones en Galicia y Asturias. Fijaron su capital en Bretoña y fundaron un obispado que llegó a tener gran influencia, participando regularmente en los Concilios de Toledo. El lugar de este obispado se encontraba entre Meira y Mondoñedo, en la provincia de Lugo. Se suele identificar con la actual parroquia de Santa María de Bretoña, municipio de Pastoriza (Lugo).
Más tarde, en el año 866, el obispado de Dumio tuvo que abandonar su sede por causa de la conquista musulmana refugiándose en un lugar llamado Mendunieto, el lugar actual de la Basílica, y que con el tiempo derivaría al nombre de San Martín de Mondoñedo.
Pero a mediados del siglo IX los vikingos destruyeron Bretoña y el obispado tuvo que trasladarse a lo que después sería San Martín de Mondoñedo, lugar ofrecido por el rey Alfonso III para fundar un monasterio y como sede episcopal doble (dumiense de Dumio y britoniense de Bretoña) y cuyo primer obispo fue Sabarico.
Investigaciones recientes, basadas en citas de diversas fuentes, hacen suponer que ya existía en el lugar un viejo monasterio llamado Máximo.

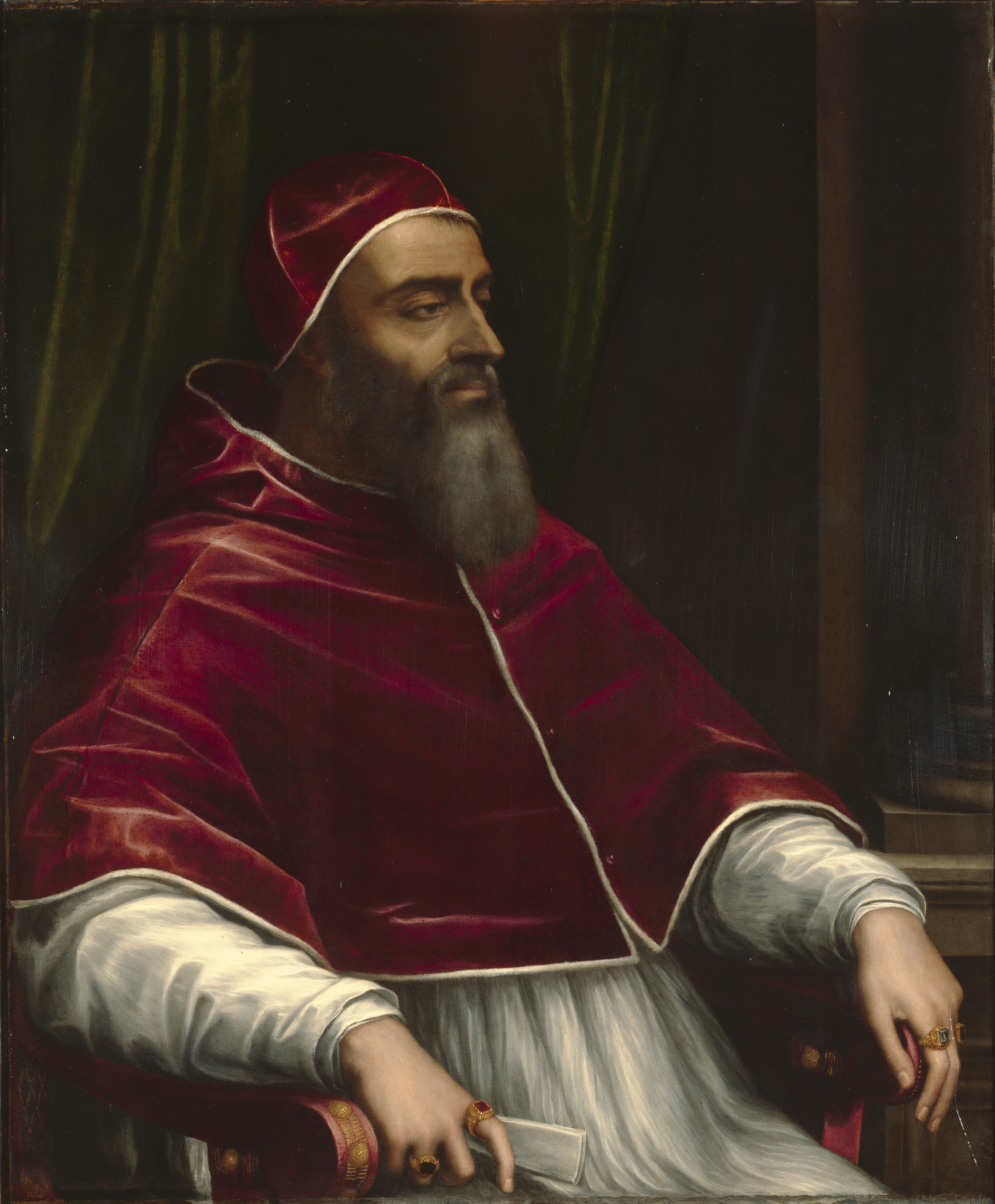
Clemente VII

Después del obispo Sabarico tuvo esta sede otros catorce obispos. Entre ellos destacan Rosendo (que sería San Rosendo, fundador del monasterio de Celanova) de 923 a 942; y el ya aludido Gonzalo, a partir del 1071 y hasta el 1112, obispo muy popular y tenido por santo entre los fieles, que había sido abad en el monasterio de Sahagún. En el museo parroquial se conserva su sepulcro y su anillo pastoral de oro, que tiene una piedra de cuarzo engarzada por cuatro cabecitas de ave con unos brillantes en los ojos, cuya inscripción dice:

Nolo esse datus neque venundatos
No quiero ser regalado ni vendido

También se encuentra en el museo su báculo, una vara de madera de 1,45 m unido a una voluta de cobre dorado de 10 cm que termina en una cabeza de animal. Cuenta la leyenda que el obispo Gonzalo consiguió con sus rezos que fracasara una incursión de piratas en la ría de Foz.
Posteriormente en el año 1112 la Reina Urraca mandó trasladar la sede episcopal a Vilamaior do Val de Brea, o Vallibria, y que con el tiempo cambió su nombre por el de Mondoñedo, en recuerdo de la antigua sede.
 
Tras este traslado, en San Martín fueron sustituidos los primitivos monjes por canónigos regulares de San Agustín que permanecieron hasta el 1534 en que el papa Clemente VII agregó este priorato a la catedral de Mondoñedo y ordenó que en San Martín de Mondoñedo quedasen tantos clérigos como canónigos regulares de San Agustín. Esta medida llegó desde Roma para evitar los abusos que los abades comendatarios venían cometiendo, ya que en los últimos años el abad de San Martín era también dignidad de la Catedral de León, eligiendo esta ciudad como residencia y descuidando por tanto sus obligaciones en el monasterio, cuyos canónigos al verse sin dirección vivieron de manera poco ortodoxa.

## El edificio

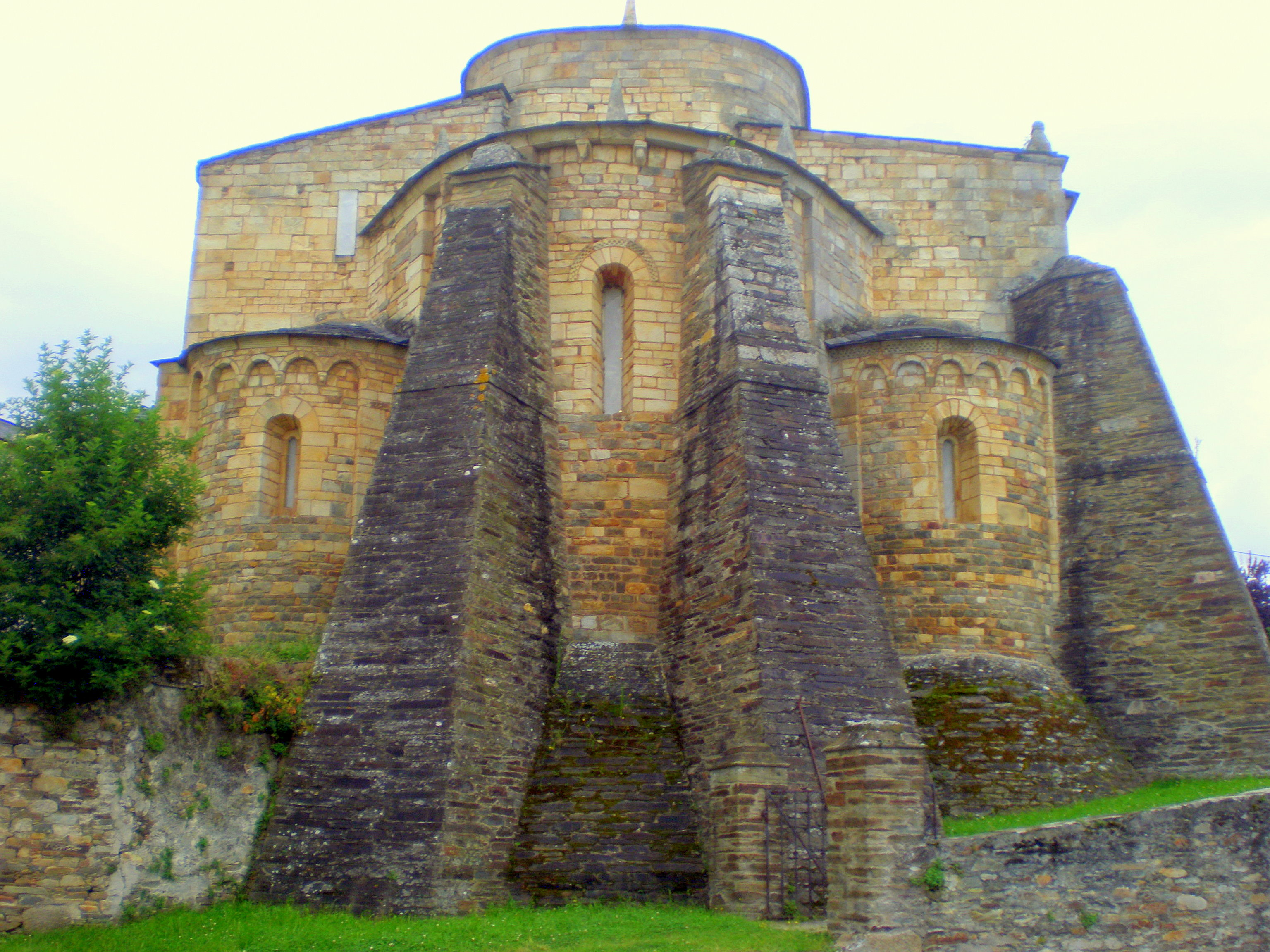
Las tres naves con crucero y los tres ábsides semicirculares en la cabecera

Tiene elementos arquitectónicos de los siglos X, XI y XII. Es de planta basilical con tres naves y sus tres ábsides semicirculares, donde pueden apreciarse las bandas y los arquillos ciegos de factura lombarda. El central está dividido por tres fajas verticales con ventanas en cada tramo adornadas con taqueado jaqués. Dispone de un crucero y cimborrio cuyo tambor tiene la originalidad de ser rectangular con las esquinas redondeadas. Las naves están separadas por tres pares de pilares, con columnas adosadas a los que están más próximos al crucero. Las naves laterales reciben la luz de los vanos abocinados; la nave central se cubre con techumbre de madera y tejado a dos aguas.

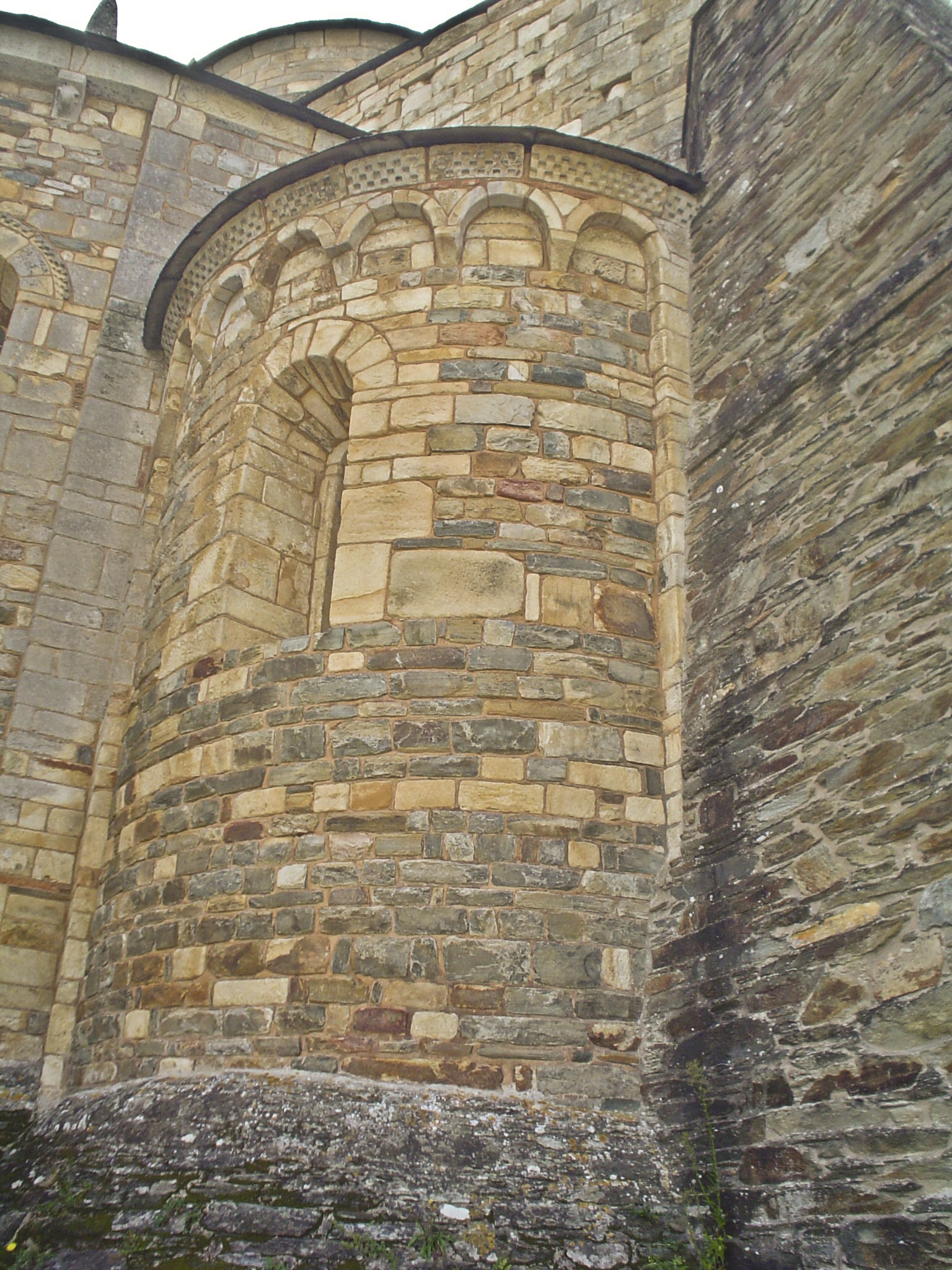
Ajedrezado y arcos lombardos

En el edificio pueden apreciarse las tres etapas constructivas:
- Primera etapa, del siglo X, a la que corresponde el muro sur y parte del muro norte. En el muro norte se abren tres vanos abocinados y una puerta con arco de herradura reutilizada del templo primitivo (tapiada en la actualidad), más otra puerta que sirve de entrada. En el muro sur se conservan ménsulas donde se apoyaban las vigas del claustro del antiguo monasterio. Esta primera etapa es la construcción realizada por el obispo Rosendo, sobre una mucho más antigua.
- Segunda etapa, del siglo XI, época ya románica, a la que corresponde la parte central, con el arco triunfal y los absidiolos, más el cimborrio sobre tambor rectangular y ángulos redondeados, elemento muy original que puede apreciarse perfectamente tanto en el interior del templo como en el exterior. Los capiteles de esta zona, así como la placa labrada que se encuentra sobre el altar a modo de retablo, corresponden a escultores de muy buena maestría. Representan temas historiados como la parábola del rico Epulón o la degollación de Juan el Bautista, temas relativos al pecado, el más representativo es el de la lujuria, y temas de caza, animales y vegetales.
- Tercera etapa, del siglo XII, a la que corresponden el ábside central y la fachada oeste, encuadrada entre la torre y el contrafuerte opuesto. También a este siglo corresponden los canecillos de los muros de las naves.

Además, en las obras de restauración realizadas en esta basílica en los primeros meses de 2008 se pusieron al descubierto unas pinturas murales, muy deterioradas, que fueron catalogadas como los frescos románicos más antiguos de Galicia, datados en el siglo XII. 

Durante la Edad Media, estas pinturas fueron cubiertas por sucesivas capas de cal, práctica habitual en el mantenimiento de las iglesias de la época.

### Fachada del oeste

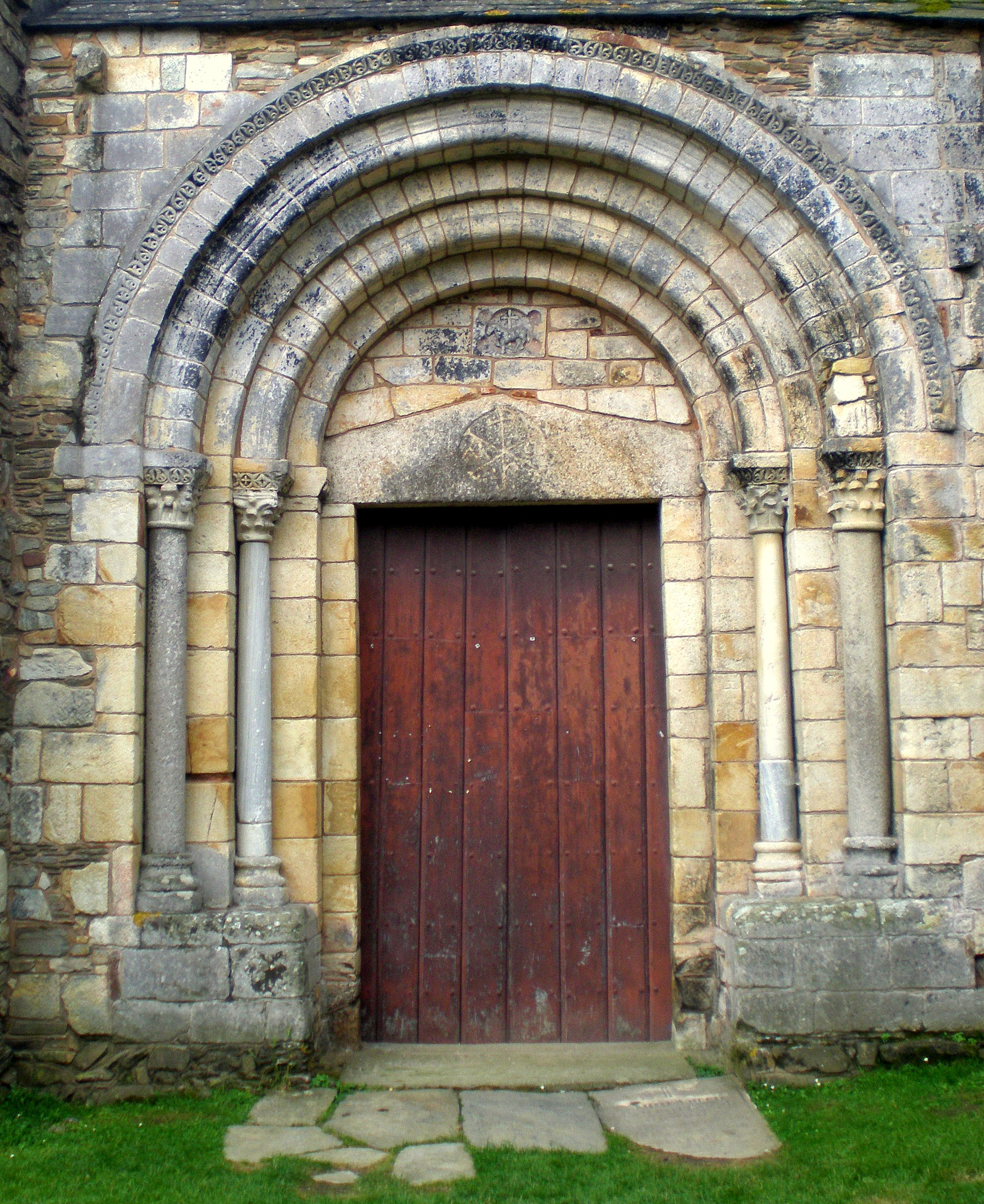
Fachada del oeste

Corresponde en construcción al siglo XII, aunque tiene algún elemento de la obra anterior, como el rosetón tetrafoliado y ciego que se encuentra en el vértice.
Consta de cinco arquivoltas, tres de arista que se apoyan en los salientes del muro y dos que se apoyan sobre dos pares de columnas, las exteriores de piedra del lugar y las interiores de mármol, estas últimas posiblemente procedentes del antiguo templo. Los capiteles de las columnas son sencillos, tres tiene adornos de hojas ligeramente nervadas y el otro cabezas de animales que parecen ser monos. Dos de ellos son muy antiguos, remontándose al siglo VI ya que pueden ser piezas visigodas reutilizadas.
El tímpano es muy interesante y de gran valor. Está formado por una pieza adintelada con forma pentagonal, que en el centro tiene un relieve con un crismón de seis brazos de tipo Navarro, y completa el semicírculo un conjunto de sillares. Sobre el crismón, en el sillar central de mayor tamaño, hay un Agnus Dei inscrito en un círculo tetralobulado, cuya cruz se apoya en la pata del cordero. Es un tema muy repetido a lo largo del románico rural gallego.
En la parte superior de la fachada se encuentra una pequeña ventana, y a su lado está la torre campanario de dos cuerpos de los siglos XV y XVIII, que en su parte superior tiene una pequeña cúpula.

### Retablo del ábside

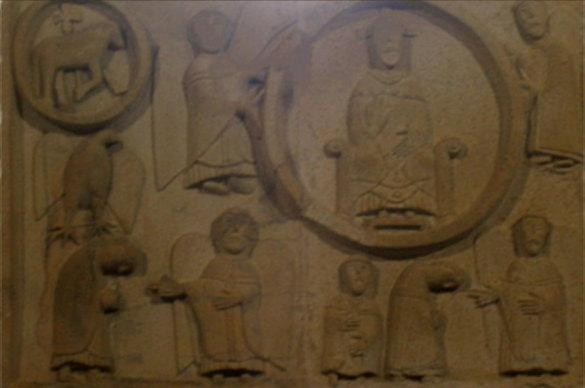
Retablo

Es un pequeño retablo hecho en piedra con bajorrelieves que mide 1,40 m de ancho por 0,80 m de alto. La figura principal es Cristo, sentado en un trono llamado scamnum (escaño, banco o escabel) o faldistorio, con un nimbo en forma de cruz y en actitud de bendecir, situado dentro de un círculo que sostienen dos ángeles de grandes alas, vestidos con alba y casulla el de la izquierda y con alba y capa larga el de la derecha. En el ángulo superior izquierdo hay otro círculo más pequeño que rodea un Agnus Dei con una cruz de tipo asturiano, es decir una cruz griega que se ensancha en los extremos; se apoya en un palo. Debajo de este círculo hay un águila, motivo que se repite en alguno de los capiteles.
Debajo de estas figuras se distribuyen a lo largo cinco personajes: bajo el disco grande hay dos ángeles vestidos con casulla y alba, con la mano izquierda sobre el pecho y la derecha señalando a otros dos personajes que tienen a su lado y que están de perfil con la cabeza muy inclinada, el uno con casulla y el otro con capa. En el centro de esta escena hay otra figura de frente, vestida con capa.
Los historiadores no se ponen de acuerdo en descifrar el sentido de esta narración, aunque la opinión más generalizada es que se trate de una ceremonia episcopal.

## Otros edificios
Frente a la portada del oeste se encuentra la casa del prior, que hoy es una casa particular.
La casa rectoral está en la cabecera, actualmente alberga el Centro de Interpretación de la iglesia y desde allí es posible su visita.
Frente a la cabecera, se encuentra el antiguo hospital del monasterio, actualmente de propiedad particular.